# Règim obert
El règim obert és un tipus de règim penitenciari en el qual els presos tenen més llibertat i autonomia per organitzar les seves activitats diàries i prendre decisions sobre la seva vida a dins de la presó. En aquest tipus de règim, els presos tenen dret a participar en activitats educatives, laborals i recreatives, i a mantenir contacte amb els seus familiars i amistats.
En un règim obert, les presons són menys restrictives i estan més obertes a la societat, de manera que els presos puguin mantenir una relació més estreta amb el món exterior. Això pot incloure la possibilitat de sortir de la presó per a fer activitats laborals o recreatives, sota una supervisió adequada. El règim obert també implica una major participació dels presos en les decisions que afecten la seva vida a dins de la presó. Això pot incloure la possibilitat de participar en grups de treball o en altres activitats que els permetin desenvolupar habilitats i coneixements, així com la possibilitat de fer suggestions o queixes a les autoritats penitenciàries.
El règim obert és un tipus de règim penitenciari que busca donar més llibertat i autonomia als presos, i que pretén que les presons siguin més obertes a la societat i que els presos puguin mantenir una relació més estreta amb el món exterior. Això pot contribuir a la reinserció social dels presos i a reduir la reincidència delictiva.